# João António da Silva Saraiva
João António da Silva Saraiva (* 20. September 1923 in Seia; † 3. April 1976 in Figueira da Foz) war Bischof von Coimbra.

## Leben
João António da Silva Saraiva studierte Philosophie und empfing am 28. Juli 1946 das Sakrament der Priesterweihe in der Santi XII Apostoli. Nachdem er Vizerektor des Päpstlichen Portugiesischen Kollegs wurde, wurde er 1960 dessen Rektor.
Am 30. August 1965 ernannte ihn Papst Paul VI. zum Titularbischof von Mopta und gleichzeitig bestellte er ihn zum Weihbischof in Évora. Der Patriarch von Lissabon, Manuel Gonçalves Cerejeira, spendete ihm am 19. November desselben Jahres in der Kirche Sant’Antonio dei Portoghesi die Bischofsweihe; Mitkonsekratoren waren der Erzbischof von Lourenço, Custódio Alvim Pereira, und der Bischof von Guarda, Policarpo da Costa Vaz. Schon zwei Tage später wechselte er auf den Bistumssitz in Funchal. Schließlich wurde er am 28. Juni 1972 zum Bischof von Coimbra ernannt. Am 9. Juni 1965 erhielt er den Orden des Infanten Dom Henrique.